# Arnau Nonat de Astarac
Arnau Nonat de Astarac (também conhecido como Arnaldo Garcés, Arnold I, Arnaud ou Arnaut) (morto em 960) foi o primeiro Conde de Astarac, tendo governado entre 926 e 960, condado com sede no Castelo de Astarac em Mont-d'Astarac, comuna francesa na região administrativa de Midi-Pyrénées, no departamento de Gers. 
A história do condado de Astarac remonta a 930 quando a vila de Mont-d'Astarac se tornou na primeiro capital Astarac. O ponto culminante da cidade, era o castelo onde Arnau Nonat se instalou depois de herdar o condado de seu pai.

## Biografia
Arnau foi o filho mais novo de García II Sánchez da Gasconha "o Curvado" e Aminiona. Quando García morreu, seu ducado foi dividido entre seus filhos. Sancho III Garcia da Gasconha, o mais velho, herdou a Gasconha, enquanto o segundo, Guilherme Garcês da Gasconha, herdou Fézensac. 
Arnau Nonat viria a herdar Astarac, entre Fézensac e Bigorre, que compreende a região de Pardiac e Magnoac. Arnau Nonat foi sucedido pelo seu filho García.

## Relações familiares
Foi filho de García II Sánchez da Gasconha "o Curvado" (? - 930) e Aminiona de Angoulême (c. 850 -?) filha de Vulgrino I de Angoulême (c. 800 - 886) e de Sancha de Toulouse. Com uma senhora cujo nome a história não registou teve:
1. Faquilena de Astarac (? - c. 960) casada com Raimundo I Dato de Bigorre (929 - 956), Conde de Bigorre.[3][4]